# DirecTV-1R
O DirecTV-1R (também conhecido por DBS-4) foi um satélite de comunicação geoestacionário construído pela Hughes que esteve localizado na posição orbital de 55,8 graus de longitude leste e era operado pela DirecTV. O satélite foi baseado na plataforma HS-601HP e sua expectativa de vida útil é de 15 anos.

## História
A DirecTV, Inc., encomendou um novo satélite à Hughes Space and Communications Company (HSC) em 1998. O novo satélite, denominado DirecTV-1R.
O DirecTV-1R, que chegou ao fim de sua vida útil, foi retirado de operação em 2014. De 2012 a 2014, ele foi alugado para Russian Satellite Communications Company e localizado a 55,8 graus leste, como um complemento temporário ao envelhecido satélite Bonum 1 da RSCC, devido aos atrasos no satélite Express AT1 da RSCC. O Express-AT1 entrou em serviço em 15 de março de 2014, e o Bonum 1 e o DirecTV-1R foram retirados de serviço.

## Lançamento
O satélite foi lançado com sucesso ao espaço no dia 10 de outubro de 1999, por meio de um veículo Zenit-3SL, a partir da plataforma de lançamento da Sea Launch, à Odyssey. Ele tinha uma massa de lançamento de 3.446 kg.

## Capacidade e cobertura
O DirecTV-1R era equipado com 16 transponders de banda Ku ativos para fornecer transmissão direta de televisão digital para os assinantes norte-americanos.